# Amministrazione metropolitana di Bangkok

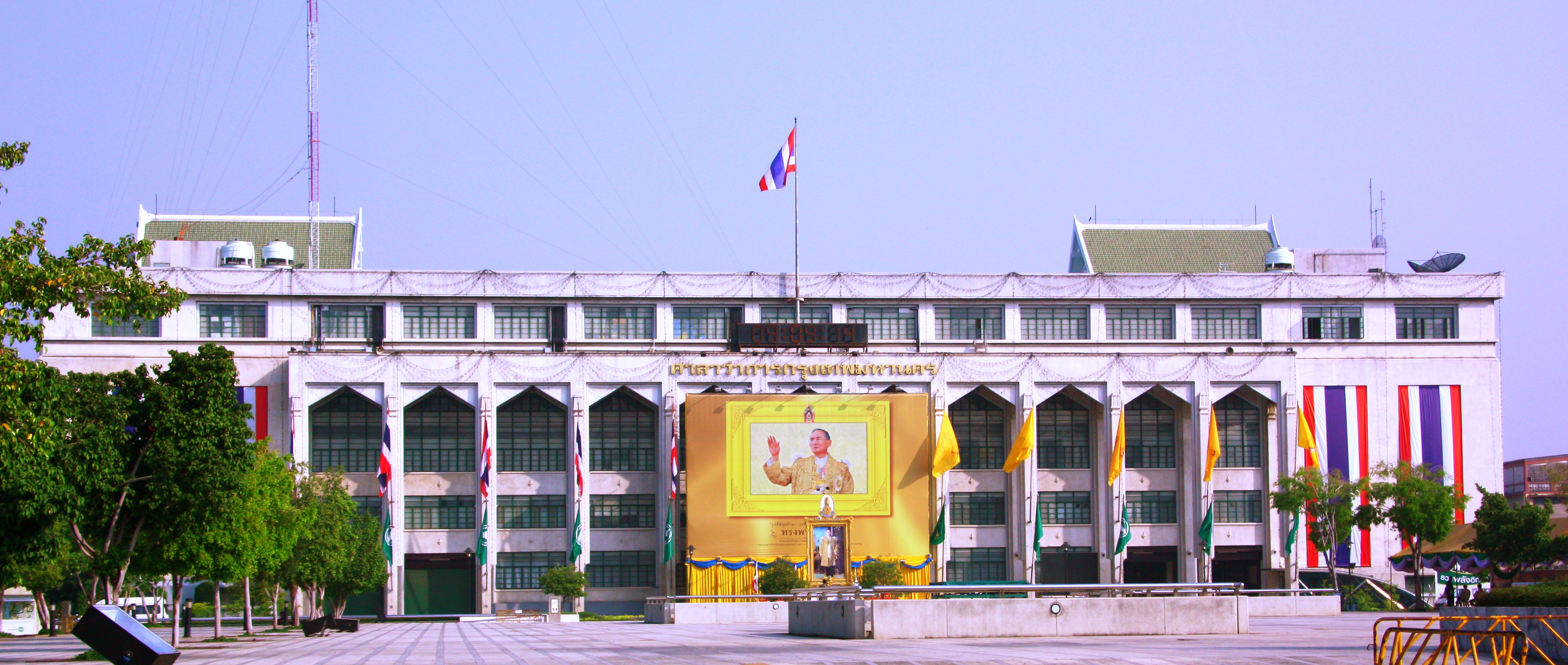
Municipio di Bangkok, dove ha sede l'amministrazione metropolitana

L'amministrazione metropolitana di Bangkok (AMB, in lingua thai: กรุงเทพมหานคร, RTGS: Krung Thep Maha Nakhon) è l'ente locale che governa la metropoli di Bangkok, capitale della Thailandia.

## Struttura
Nella suddivisione amministrativa della Thailandia, alla capitale è stato assegnato dal 1975 lo status speciale di metropoli, equiparabile a quello delle locali province. L'AMB si divide in due organi di competenza, il potere esecutivo è esercitato dal governatorato di Bangkok, mentre il potere legislativo è affidato al Consiglio metropolitano di Bangkok. Tali organi governano diversi settori della società metropolitana, tra cui i trasporti pubblici, la pianificazione urbanistica, la gestione dei rifiuti, l'edilizia residenziale, la gestione della rete stradale, i servizi di pubblica sicurezza, di protezione ambientale ecc.
I dipendenti dell'amministrazione metropolitana con contratto di lavoro a tempo indeterminato sono sottoposti al controllo del segretario permanente dell'AMB, a sua volta assunto con contratto a tempo indeterminato. Sia i dipendenti che il segretario permanente sono a loro volta sottoposti al controllo del governatore di Bangkok, che a tale scopo si giova della consulenza dell'Ufficio metropolitano della Commissione nazionale per il Servizio pubblico civile.

### Governatorato di Bangkok
Il governatorato di Bangkok (in lingua thai: ผู้ว่าราชการกรุงเทพมหานคร) è l'organo amministrativo a cui compete il potere esecutivo per la metropoli di Bangkok. A capo dell'istituzione vi è il governatore di Bangkok, che viene eletto ogni 4 anni e che può essere rieletto una sola volta. La carica può essere equiparata a quella di sindaco. Le sue funzioni, stabilite con il "Decreto per l'amministrazione metropolitana di Bangkok, 2528 (1985)", sono le seguenti:
- Capo dell'Amministrazione metropolitana di Bangkok
- Formulare e realizzare le politiche amministrative metropolitane
- Facoltà di nominare e rimuovere funzionali pubblici dell'Amministrazione metropolitana
- Coordinare e applicare le direttive del governo nazionale, del primo ministro e del ministro degli Interni
- Supervisore sulle attività delle varie agenzie collegate all'Amministrazione metropolitana
- Poteri simili a quelli dei governatori provinciali e dei sindaci della Thailandia
- Compilazioni di leggi e regolamenti da sottoporre al Consiglio metropolitano di Bangkok

#### Storia
Dal 1973, il governo cittadino era presieduto da un singolo amministratore nominato dal governo nazionale e scelto tra i funzionari pubblici locali. Con il "decreto per l'organizzazione dell'Amministrazione metropolitana di Bangkok, 2518 (1975)" fu istituita la metropoli di Bangkok che sostituì la provincia di Bangkok e che fu affidata ad un governatore eletto dalla cittadinanza ogni 4 anni. Tale decisione era stata presa dopo che le manifestazioni popolari del 1973 avevano costretto il dittatore Thanom Kittikachorn all'esilio e il governo era stato affidato per la prima volta a un civile dopo il colpo di Stato militare del 1947.
Eletto nell'agosto del 1975, il governatore di Bangkok Thamnoon Thien-ngern fu rimosso dal reazionario primo ministro Tanin Kraivixien, nominato dopo il nuovo colpo di Stato militare dell'ottobre 1976. Fu nuovamente imposta la nomina del governatore di Bangkok da parte del governo centrale; le elezioni furono reintrodotte con il decreto del 1985 e si tennero nel novembre di quell'anno.

### Consiglio metropolitano di Bangkok
Il Consiglio metropolitano di Bangkok (BMC; in lingua thai: สภากรุงเทพมหานคร) è l'organo legislativo dell'Amministrazione metropolitana. Altre funzioni sono quelle di controllo e indagine sulle attività dell'Amministrazione, e di esamina ed approvazione del bilancio preventivo. È guidato dal presidente del Consiglio metropolitano di Bangkok. Il consiglio si avvale di 1 consigliere ogni 100.000 abitanti; a tutto l'agosto del 2015 ne facevano parte 60 consiglieri.

#### Comitati
Il consiglio metropolitano si divide in 11 comitati generali aventi ciascuno dai 5 ai 9 membri, che vengono eletti dallo stesso consiglio metropolitano:
1. Comitato per la Pulizia e l'Ambiente
2. Comitato di controllo degli atti delle sedute del Consiglio
3. Comitato per gli affari del Consiglio metropolitano
4. Comitato dei Lavori Pubblici
5. Comitato per l'Istruzione e la Cultura
6. Comitato per la Sanità
7. Comitato per lo Sviluppo della Comunità e del Benessere collettivo
8. Comitato per l'Amministrazione locale e l'Ordine
9. Comitatao per l'Economia, le Finanze e controllo del Bilancio
10. Comitato per il Turismo e lo Sport
11. Comitato per il Traffico stradale, i Trasporti e lo Smaltimento delle acque

#### Segreteria del Consiglio
La Segreteria del Consiglio metropolitano è l'organo esecutivo e di assistenza del Consiglio. Tra i suoi compiti vi sono la compilazione delle leggi emanate, l'organizzazione delle sedute, degli atti e delle procedure. Fornisce inoltre consulenza legale e assistenza varia ai membri del Consiglio. A capo della Segreteria vi è il segretario. È composta dalle seguenti sezioni:
1. Amministrazione generale
2. Sedute del Consiglio e dei Comitati
3. Comitati di lavoro
4. Legislazione
5. Legale
6. Affari Esteri
7. Servizio del Consiglio
8. Accademica
9. Segretario

### Ufficio della Commissione nazionale per il Servizio pubblico civile
La Commissione per il Servizio pubblico civile è un organo nazionale che ha un ufficio anche all'interno dell'Amministrazione metropolitana di Bangkok. Le sue funzioni principali sono:
- fornire consulenza al governatore metropolitano sulle politiche per la gestione delle risorse umane in ambito civile del settore pubblico
- formulazione di politiche, regolamenti e direttive sulla gestione di tali risorse umane nel rispetto della Legge sul Servizio pubblico

### Quadro istituzionale attuativo
Il quadro istituzionale attuativo di Bangkok si articola in 3 uffici, 16 dipartimenti e 50 distretti (khet).

#### Uffici
I tre uffici che formano il quadro istituzionale attuativo sono:
- Ufficio di Bangkok della Commissione nazionale per il Servizio pubblico civile
- Ufficio di Segreteria del Consiglio metropolitano
- Ufficio di Segreteria del Governatorato

#### Dipartimenti
I 16 dipartimenti di intervento dell'AMB sono i seguenti:
1. Ufficio di Segreteria dell'AMB
2. Servizio medico
3. Sanità
4. Istruzione
5. Strategia e valutazione
6. Lavori pubblici
7. Smaltimento acque e canalizzazione
8. Vigili del fuoco
9. Ambiente
10. Cultura, sport e turismo
11. Finanze
12. Bilancio preventivo dell'AMB
13. Polizia metropolitana
14. Sviluppo sociale
15. Traffico e trasporti
16. Pianificazione urbanistica

#### Distretti
Il territorio metropolitano è suddiviso in 50 distretti (khet), versione locale dei distretti provinciali (amphoe). Rappresentano il secondo livello di suddivisioni della Thailandia, dopo le province, il cui livello è equiparato a quello di Bangkok. L'ufficio dove ha sede ogni distretto offre i servizi dei dipartimenti metropolitani nell'ambito del proprio territorio. I khet sono a loro volta suddivisi in un totale di 169 sottodistretti (khwaeng), che sono chiamati tambon nelle province.

## Aree di intervento
- Bangkok
- BTS Skytrain
- Metropolitana di Bangkok